# SNT Motiv
 S&T Motiv Co., Ltd (conegut com a S&T Daewoo i antigament Indústries de Precisió Daewoo) és una companyia d'armes i de vehicles de Corea del Sud fundada en 1981. Les seves armes són normalment l'equipament oficial de les tropes del front de l'exèrcit de Corea de Sud.

## Història
Les indústries de “Daewoo Precision Industries Co., Ltd”, van crear un petit sub-apartat de la companyia principal en desembre de 1981 per produir armes curtes que fossin destinades a infanteria. En 1986, la companyia també es va seguir diversificant en diverses parts, com per exemple en construir peces de cotxes i altres automòbils. El desembre de 1992, la companyia va ser integrada i va començar a participar en la borsa de Cores del Sud. Després del col·lapse de Daewoo, i va ser expulsada de la borsa de Corea del Sud en març del mateix any (2002). La majoria de la companyia va ser comprada per S&T Holdings en juny de 2006, i va ser reanomenada com a S&T Daewoo Co., Ltd, en setembre de 2006. En març de 2012, la companyia va ser reanomenada com a S&T Motiv Co., Ltd.

## Armes

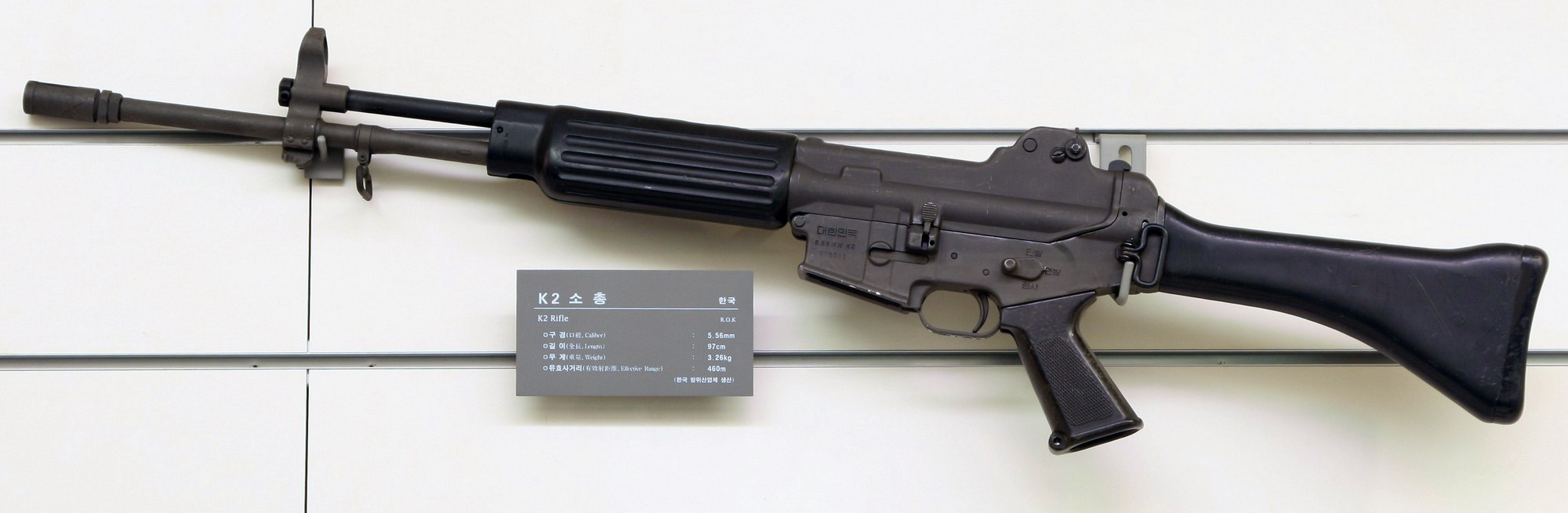
Fusell K2.

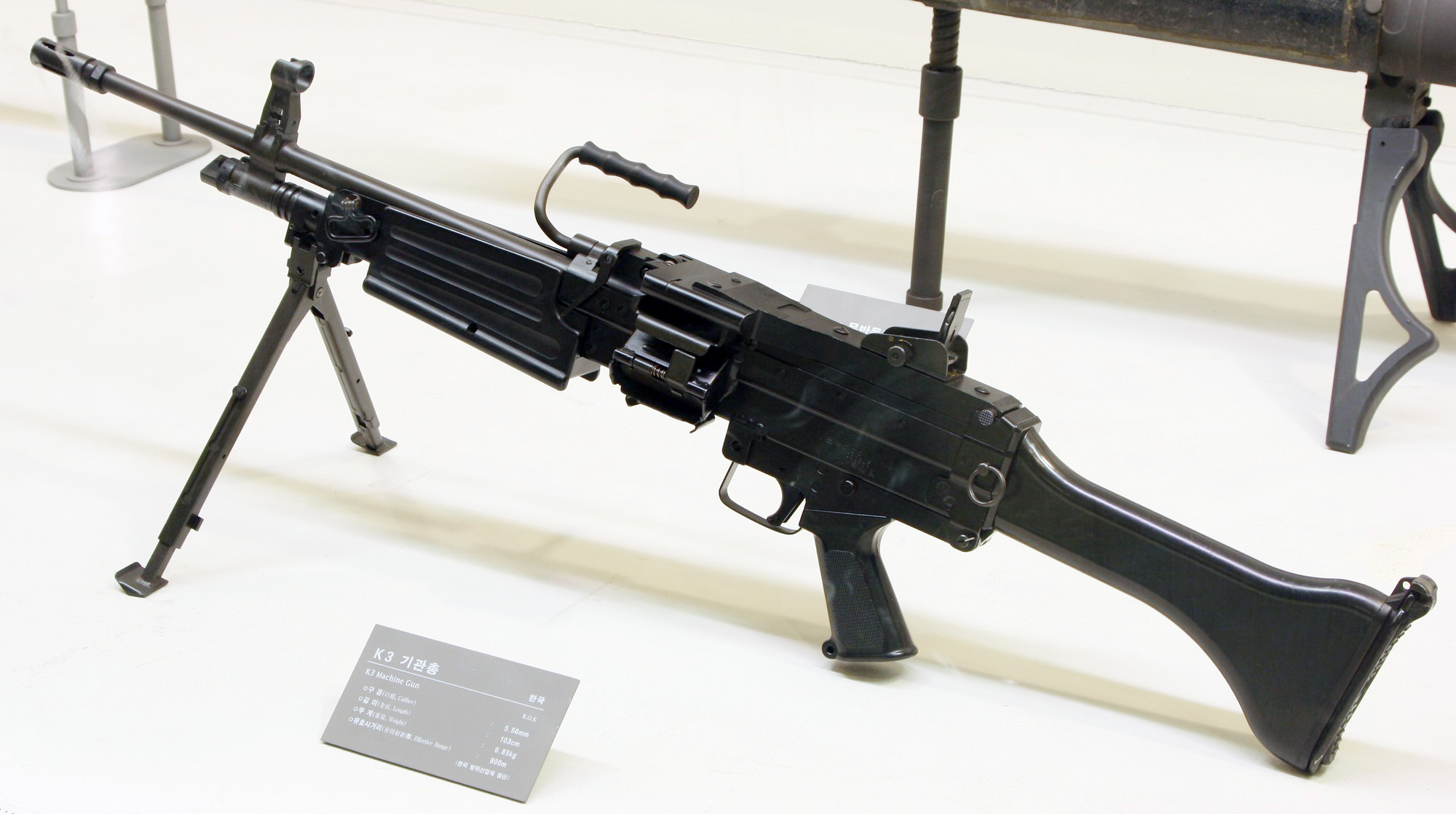
Metralladora K3.

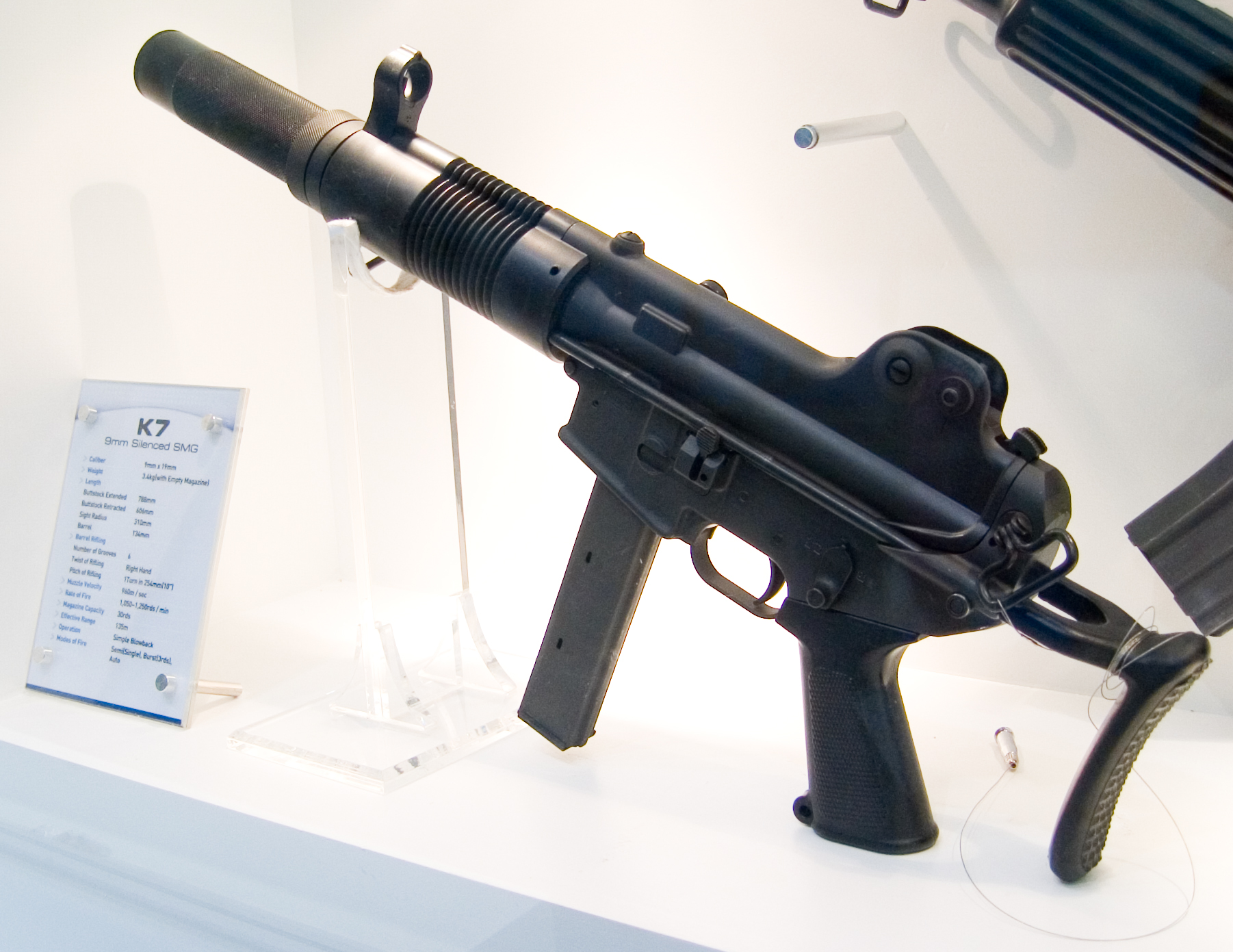
Matralladora K7.

### Producció amb llicència
- M1911: pistola semiautomàtica.
- M16. Fusell d'assalt.[3]
- M60: metralladora lleugera.
- M203: llança granades. Un llança granades americà de 40mm.

### Dissenys propis
- Daewoo USAS-12: Escopeta automàtica de combat, de calibre .12.
- Daewoo K1: carrabina automàtic o pistola automàtica, de calibre 5,56×45mm NATO.
- Daewoo K2: fusell d'assalt de calibre 5,56×45mm NATO.
- Daewoo K3: metralladora lleugera de calibre 5,56×45mm NATO
- Daewoo K4: llança granades automàtic, de calibre 40×53mm.
- Daewoo K5: pistola semiautomàtica, de calibre 9×19mm Parabellum
- Daewoo K7: pistola automàtica amb supressor incorporat, de calibre 9×19mm Parabellum.
- Daewoo XK8: prototip de fusell d'assalt de tipus bullpup, de calibre 5,56×45mm NATO.
- Daewoo XK9: prototip de pistola metralladora de calibre 9×19mm Parabellum.
- Daewoo XK10: prototip de pistola metralladora variant directa de la Daewoo XK9, era de calibre 9×19mm Parabellum
- Daewoo K11 fusell d'assalt / llança granades multi arma, podia utilitzar en el fusell d'assalt munició de 5,56×45mm NATO, i en el llançagranades multi arma, utilitzava la munició de 20×30mm)
- Daewoo K12: metralladora lleugera, de calibre 7,62×51mm NATO.
- Daewoo K14: fusell de franc tirador, de calibre 7,62×51mm NATO.